# انقلاب فرهنگی در اتحاد جماهیر شوروی

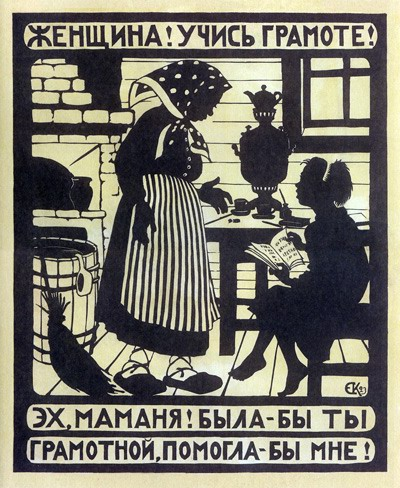
«- زن، خواندن و نوشتن را یاد بگیر! - آه، مادر! اگه سواد داشتی میتونستی کمکم کنی» پوستری از الیزاوتا کروگلیکوا که از سواد آموزی زنان حمایت می‌کند. ۱۹۲۳ میلادی

انقلاب فرهنگی در اتحاد جماهیر شوروی مجموعه‌ای از فعالیت‌هایی بود که در روسیه شوروی و اتحاد جماهیر شوروی انجام شد. هدف این انقلاب بازسازی بنیادی زندگی فرهنگی و ایدئولوژیک جامعه بود. هدف این انقلاب این بود که نوع جدیدی از فرهنگ به عنوان بخشی از ساختمان یک جامعه سوسیالیستی شکل داده شود. این انقلاب شامل افزایش نسبت ترکیب افراد طبقات پرولتاریا در ترکیب اجتماعی روشنفکران بود.
اصطلاح «انقلاب فرهنگی» در روسیه در «مانیفست آنارشیسم» برادران گوردین در ماه مه ۱۹۱۷ ظاهر شد و توسط ولادیمیر لنین در سال ۱۹۲۳ در مقاله «دربارهٔ همکاری» به زبان و گفتمان سیاسی شوروی معرفی شد: «انقلاب فرهنگی… یک انقلاب کامل، یک نوار کامل از توسعه فرهنگی کل توده مردم».
انقلاب فرهنگی در اتحاد جماهیر شوروی به عنوان یک برنامه متمرکز برای دگرگونی فرهنگ ملی در عمل اغلب متوقف شد و تنها در طولبرنامه‌های پنج ساله اول به‌طور گسترده اجرا شد. در تاریخ‌نگاری مدرن، یک رابطه سنتی، اما، به نظر تعدادی از مورخان نا صحیح و بنابراین اغلب مورد بحث، انقلاب فرهنگی را در اتحاد جماهیر شوروی تنها در دوره تاریخی ۱۹۲۸–۱۹۳۱ می‌داند. انقلاب فرهنگی در دهه ۱۹۳۰ میلادی به عنوان بخشی از مفاهیمی چون دگرگونی عمده جامعه و اقتصاد ملی، همراه با صنعتی شدن و جمعی شدن درک می‌شد. همچنین در جریان انقلاب فرهنگی، سازمان فعالیت‌های علمی در اتحاد جماهیر شوروی دستخوش تجدید ساختار و سازماندهی قابل توجهی شد.

## نتایج انقلاب فرهنگی در اتحاد جماهیر شوروی
از موفقیت‌های انقلاب فرهنگی می‌توان به افزایش نرخ سواد به ۴/۸۷ درصد جمعیت (براساس سرشماری سال میلادی۱۹۳۹)، ایجاد نظام گسترده مدارس متوسطه و توسعه چشمگیر علم و هنر اشاره کرد. در همان زمان، فرهنگ رسمی مبتنی بر ایدئولوژی طبقاتی مارکسیستی، «آموزش کمونیستی»، فرهنگ و آموزش توده ای شکل گرفت که برای تشکیل تعداد زیادی از پرسنل تولید و تشکیل «روشنفکر شوروی» جدید ضرورت پیدا کرده بود. این اهداف شامل محیط‌های کارگری - دهقانی نیز می‌شد.
طبق یکی از دیدگاه‌ها، در این دوره ابزار ایدئولوژیک سازی بلشویکی خود را با سنت‌های میراث فرهنگی تاریخی چند صد ساله روسیه جدا کرد.
از سوی دیگر، تعدادی از نویسندگان این موضع را به چالش کشیده و به این نتیجه رسیده‌اند که ارزش‌های سنتی و جهان بینی روشنفکران روسیه، خرده بورژوازی و دهقانان تنها اندکی در جریان انقلاب فرهنگی و پروژه بلشویکی ایجاد نوع جدیدی از افراد، یعنی «انسان جدید» را باید تا حد زیادی شکست خورده دانست.

## استنادات
1. ↑  Cultural Revolution // Great Russian Encyclopedia – Volume 16 – Moscow, 2010
2. ↑  Yuri Nikiforov (2006). Russia: Illustrated Encyclopedia. Moscow: OLMA-Press Education. pp. 262, 288. ISBN 5-94849-897-2.
3. 1 2 3  Socialist Cultural Revolution // Great Encyclopedia "Terra". Volume 24. Moscow, "Terra» , 2006
4. ↑  Valentin Tolstykh. Cultural Revolution // New Philosophical Encyclopedia: in 4 Volumes / Institute of Philosophy of the Russian Academy of Sciences; National Social Science Foundation; Chairman of the Scientific and Editorial Board. Vyacheslav Stepin — Moscow: Think, 2000—2001 — شابک ‎۵−۲۴۴−۰۰۹۶۱−۳. 2nd Edition, Revised and Enlarged — Moscow: Think, 2010. — شابک ‎۹۷۸−۵−۲۴۴−۰۱۱۱۵−۹. Copy of the Article
5. ↑  Sheila Fitzpatrick (1984). Cultural Revolution in Russia, 1928–1931. United States: Indiana University Press. ISBN 0-253-20337-6. culture revolution ussr.
6. ↑  Michael David‐Fox. What Is Cultural Revolution? The Russian Review. Volume 58, Issue 2, pages 181—201, April 1999
7. ↑  Sheila Fitzpatrick. Cultural Revolution Revisited The Russian Review. Volume 58, Issue 2, pages 202—209, April 1999
8. ↑  Alexey Derevyanko, Natalia Shabelnikova (2011). History of Russia: Study Guide. Moscow: Prospekt. pp. 531–532. ISBN 978-5-392-01829-1.
9. ↑  Sergey Oldenburg. Tasks of the Section of Scientists in the Cultural Revolution // Scientist. 1928. № 5/6
10. ↑  Cultural Revolution and Scientists. Digest of Articles / Edited by Ivan Luppol — Moscow: Educator, 1928
11. ↑  Alexey Derevyanko, Natalia Shabelnikova (2011). History of Russia: Study Guide. Moscow: Prospekt. pp. 531–532. ISBN 978-5-392-01829-1.
12. ↑  Yuri Nikiforov (2006). Russia: Illustrated Encyclopedia. Moscow: OLMA-Press Education. pp. 262, 288. ISBN 5-94849-897-2.
13. ↑  "Cultural Revolution". Great Soviet Encyclopedia.
14. ↑  Bauer, R.A. The New Man in Soviet Psychology. Cambridge: Harvard University Press, 1952
15. ↑  Hoffmann, David L. Cultivating the Masses. Modern State Practices and Soviet Socialism, 1914—1939. Ithaca, NY: Cornell University Press, 2011. شابک ‎۹۷۸−۰−۸۰۱۴−۴۶۲۹−۰